# Pholadoidea
Super-famille
Les Pholadoidea sont une super-famille de mollusques bivalves marins.

## Liste des familles
Selon World Register of Marine Species (1 juin 2016) et NCBI (1 juin 2016) :
- famille Pholadidae Lamarck, 1809
- famille Teredinidae Rafinesque, 1815
- famille Xylophagidae Purchon, 1941

Selon ITIS (1 juin 2016) :
- famille Pholadidae
- famille Teredinidae